# 吉見幸和
吉見 幸和（よしみ ゆきかず/よしかず、寛文13年/延宝元年9月15日（1673年10月24日）‐ 宝暦11年4月26日（1761年5月30日））は、江戸時代前期から中期の国学者、神道家、神職である。字は子礼。号は恭軒、風水翁。通称は定之助等。

## 経歴・人物
尾張の名古屋東照宮の祠官である吉見恒幸の三男として生まれる。
幼少の頃に尾張藩主徳川綱誠に仕え、元禄4年（1690年）父恒幸の長男が病気になり、次男が夭折したため正四位下に叙せられ、名古屋東照宮の祠官となった。その後上京し浅見絅斎の門人となり儒学を、正親町公通、玉木正英らの門人となり垂加神道をそれぞれ学んだ。また同時期に契沖の門人となり、和歌も学んだ。『五部書説弁』を著して考証的学風によって神道五部書が偽書であると批判し、度会神道や吉田神道についても痛烈に批判した。
著作は他に『神代正義』、『神代直説』等がある。